# Guruvinapura, Gundlupet
Guruvinapura là một làng thuộc tehsil Gundlupet, huyện Chamarajanagar, bang Karnataka, Ấn Độ.